# Даг Де Муро
Дуглас Де Муро (народився 22 травня 1988) — американський ютубер, автор, оглядач, письменник і бізнесмен, який зараз живе в Сан-Дієго, Каліфорнія. Де Муро фокусується на автомобільній промисловості; станом на 2022 рік його канал YouTube, орієнтований на огляди автомобілів, має понад чотири мільйони підписників.
Окрім своїх зусиль на YouTube, Де Муро також керує веб-сайтом з продажу автомобілів Cars & Bids, який дозволяє окремим особам купувати та продавати транспортні засоби на онлайн-аукціонах. Він розпочав бізнес у 2020 році після того, як залишив попередню посаду автора та редактора автомобільного блогу Autotrader.com Oversteer .
Раніше Де Муро писав статті для The Truth About Cars і Jalopnik.

## Молодість і освіта
Де Муро народився та виріс у Денвері, штат Колорадо, де відвідував середню школу Джорджа Вашингтона. Потім він продовжив навчання в Університеті Еморі в Атланті, штат Джорджія, отримавши ступінь бакалавра економіки, і познайомився зі своєю дружиною, коли працював там постійним радником.

## Кар'єра

### Ранні записи для автомобільних блогів
Перша робота ДеМуро була в північноамериканській штаб-квартирі Porsche в Атланті як «менеджер з розподілу транспортних засобів». Крім того, він писав статті на Autotrader.com. У 2013 році, після року роботи в Porsche, ДеМуро залишив роботу, щоб зосередитися на написанні текстів про автомобілі. Він писав статті для трьох різних автомобільних блогів: «Правда про автомобілі» з січня по вересень, власного блогу під назвою PlaysWithCars протягом 2013 року та Jalopnik, починаючи з квітня. Крім того, він написав дві книги, які були опубліковані в липні 2013 року, а саме «Plays With Cars», що містить особисті автомобільні історії, і електронну книгу «From My Perspective» про погляди ДеМуро на речі, не пов’язані з автомобілями.
Працюючи на Jalopnik, ДеМуро писав колонки, відповідав на листи читачів, знімав відео для свого каналу YouTube і час від часу робив огляд автомобілів. Крім того, він купував цікаві секонд-хенди, рекомендовані читачами, які потім переглядав і писав про них колонки. Серед цих автомобілів був Ferrari 360 Modena DeMuro 2004 року випуску, придбаний у січні 2014 року в кредит. Машину зберігав рік.
Влітку 2014 року ДеМуро переїхав з Атланти до Філадельфії, штат Пенсільванія. Наступного року ДеМуро знову почав писати для The Truth About Cars, продовжуючи працювати на Jalopnik. За рекомендацією читачів ДеМуро купив Aston Martin V8 Vantage 2007 року випуску в січні 2016 року з гарантією «від бампера до бампера», право власності на який підтвердив документально. Пізніше того ж року вийшла нова книга ДеМуро «Від бампера до бампера». Деякі з його колонок і рецензій були опубліковані Philadelphia Media Network у 2014 році та The Atlanta Journal-Constitution у 2015 році.

### CarMax Range Rover
У грудні 2012 року, працюючи на Porsche, Де Муро купив Range Rover 2006 року випуску в дилерському центрі CarMax у Марієтті, штат Джорджія. На момент покупки Range Rover пробіг приблизно 59 000 миль. Крім того, у той час CarMax пропонувала повну гарантію від бампера до бампера за додаткові 3899 доларів США; ця гарантія поширювалася на Range Rover протягом шести років або 66 000 миль, і ДеМуро, який спочатку мав намір використовувати цей автомобіль лише як щоденний водій, щоб дістатися до роботи та з роботи, вирішив задокументувати свої випробування та негаразди з Range Rover для Jalopnik, який він почав писати на повний робочий день незабаром після покупки автомобіля.
За час володіння Range Rover на гарантії ДеМуро отримав понад 16 000 доларів на ремонт, зроблений за гарантією. Він задокументував це за допомогою серії відео на своєму YouTube-каналі, переглядаючи кожен гарантійний платіж у міру їх виникнення. Range Rover переїхав разом з DeMuro з Атланти до Філадельфії та Сан-Дієго, зрештою «відійшовши» на острів Нантакет у Массачусетсі незадовго до закінчення гарантії; у листопаді 2018 року було виконано один останній ремонт за гарантією, що призвело до остаточної виплати за гарантією понад 21 000 доларів США. 

### Oversteerі YouTube
Влітку 2016 року Де Муро перейшов на нещодавно створений автомобільний блог Autotrader.com Oversteer, редактором якого став. Він продовжував писати статті та колонки, але почав більше зосереджуватися на зйомках і написанні оглядів автомобілів на YouTube. На своєму каналі ДеМуро зробив огляд великої кількості автомобілів, в основному з 1970-х років до сьогодення. Серед цих автомобілів – такі суперкари, як Ford GT, Bugatti Chiron і Ferrari F40; а також нові, інноваційні та незвичайні автомобілі, зокрема Tesla Model 3, Maserati Ghibli та BMW Isetta.
У типовому огляді ДеМуро спочатку розглядає зовнішні та внутрішні «примхи та особливості», потім керує автомобілем і на завершення виставляє автомобілю оцінку від 10 до 100. Ця оцінка, яку він називає «DougScore», базується на оцінках у десяти окремих категоріях, пов’язаних із юзабіліті та задоволенням. Більшість автомобілів, про які DeMuro відгуки, не є прес-автомобілями, а належать дилерам і приватним особам. Першим автомобілем, який отримав DougScore, був CarMax Range Rover.
Станом на квітень 2021 року його канал на YouTube зібрав трохи більше чотирьох мільйонів підписників. У серпні 2018 року ДеМуро також запустив другий канал під назвою More Doug DeMuro, на який станом на березень 2021 р. підписалося майже 750 000 користувачів. У ньому більше контенту, заснованого на думках і в стилі відеоблогів, а також відео із запитаннями та відповідями.

### Cars & Bids
ДеМуро залишив Autotrader.com, щоб зосередитися на новому підприємстві, яке згодом перетворилося на веб-сайт автомобільних аукціонів Cars & Bids, який він вперше задумав у 2019 році. Веб-сайт, який є конкурентом "Bring a Trailer", орієнтований на автомобілі для ентузіастів і приймає лише автомобілі, виготовлені в 1981 році або пізніше. Першим автомобілем, розміщеним на сайті, був власний Mercedes-Benz E 63 AMG Wagon 2012 року випуску Де Муро. Далі Де Муро продав свій Kia Stinger GT2 AWD 2018 року на сайті на 1200 доларів дорожче, ніж купив у 2020 році після того, як володів ним лише рік. Він переглянув кілька автомобілів, представлених на веб-сайті. Компанія повідомила про 4000 зареєстрованих автомобілів і 75 мільйонів доларів США, витрачених покупцями протягом 2021 року.

## Інші проекти YouTube
Де Муро також має додатковий канал на YouTube під назвою «More Doug DeMuro», де він показує більш різноманітний контент. Хоча на каналі є огляди автомобілів, які зроблені в більш стислому форматі на відміну від відео на його основному каналі, ДеМуро також містить більше коментарів на своєму додатковому каналі, а також деякий вміст, не пов’язаний з автомобілями.
Невдовзі після запуску свого автоаукціонного сайту Де Муро створив третій канал на YouTube, спеціально для оновлених новин про автомобілі та ставки.

## Особисте життя
Де Муро живе в Сан-Дієго, Каліфорнія, зі своєю дружиною Джоанною та бородатим коллі на ім’я Нудл, який кілька разів з’являвся в його відео відтоді, як ДеМуро його усиновив, та однією дитиною, 2 вересня 2021 р. народився хлопчик.
Улюбленим місцем відпочинку ДеМуро є острів Нантакет у Массачусетсі, куди він буває приблизно чотири рази на рік.

## Транспортні засоби у власності
Де Муро володів понад 34 автомобілями, багато з яких з’явилися на його каналі. У 16 років він отримав свій перший автомобіль — седан Volvo 850 1996 року випуску, який батьки купили для нього у вересні 2004 року.
Станом на січень 2022 року ДеМуро володіє Ford GT 2005 року випуску, який він придбав у Карла Брауера, одного зі своїх босів Autotrader.com; Mercedes-Benz G 500 Cabriolet 1999 року, який він назвав «найдорожчим у світі джипом Барбі»; Land Rover Defender 1997 року; Land Rover Defender 110 2020 року випуску, який був першим автомобілем, який ДеМуро купив новим і зараз використовує як основний автомобіль, Audi RS2 Avant 1994 року і Toyota Land Cruiser 2013 року. Станом на травень 2022 року Де Муро зберігає свій Defender і Land Cruiser 1997 року випуску на острові Нантакет; У випадку останнього автомобіля ДеМуро придбав його, щоб нарешті вивести з експлуатації CarMax Range Rover, обслуговування якого, за його словами, стало надто дорогим за роки після закінчення гарантії.